# Союз ТМА-10
Союз ТМА-10 е пилотиран космически кораб от модификацията „Союз ТМА“, полет 14S към МКС, 120-и полет по програма „Союз“. Чрез него е доставена в орбита петнадесета основна експедиция и е 34-ти пилотиран полет към „МКС“.

## Екипаж

### При старта

#### Основен
Петнадесета основна експедиция на МКС
- Фьодор Юрчихин (2) – командир
- Олег Котов (1) – бординженер-1
- Чарлс Симони (1) – космически турист

#### Дублиращ
- Роман Романенко – командир
- Михаил Корниенко – бординженер-1

### При кацането
- Фьодор Юрчихин (2) – командир
- Олег Котов (1) – бординженер-1
- Шукор Музафар – космонавт-изследовател

## Най-важното от мисията
Екипажът на Петнадесета основна експедиция пристига успешно на борда на МКС на 9 април. В екипажа влиза и петият космически турист Чарлс Симони, който е от унгарски произход. След около 12-дневен полет на МКС, той се завръща на Земята на борда на Союз ТМА-9, заедно с М. Тюрин и М. Лопес-Алегрия от „Експедиция – 14“. Третият член на (С. Уилямс) остава на борда до юни, когато на свой ред е заменена.
На 10 октомври корабът „Союз ТМА-10“ е прехвърлен от модула „Заря“ на скачващия възел на модула „Звезда“. Това се прави, за да се освободи място за скачването на следващия космически кораб Союз ТМА-11.
По време на полета екипажът на „Експедиция-14“ провежда различни научни изследвания в областта на медицината, физиката, прави наблюдения на Земята, прави три излизания в открития космос и посреща и разтоварва два товарни космически кораба „Прогрес М-60 и М-61“.

### Космически разходки
| № | Участници                       | Начало                | Край                  | Продължителност    |
| - | ------------------------------- | --------------------- | --------------------- | ------------------ |
| 1 | Фьодор Юрчихин Олег Котов       | 30 май 2007 19:05 UTC | 31 май 2007 00:30 UTC | 5 часа и 25 минути |
| 2 | Фьодор Юрчихин Олег Котов       | 6 юни 2007 14:23 UTC  | 6 юни 2007 20:01 UTC  | 7 часа и 55 минути |
| 3 | Клейтън Андерсън Фьодор Юрчихин | 23 юли 2007 10:24 UTC | 23 юли 2007 18:05 UTC | 7 часа и 41 минути |

На 8 юни 2007 г. стартира и два дни по-късно се скачва със станцията совалката „Атлантис“, мисия STS-117. С нея пристига на борда на МКС третият член на „Експедиция-15“ - астронавтът Клейтън Андерсън. Остава скачена над 8 денонощия за МКС.
На 10 октомври е изстрелян, а на 12 октомври се скачва с МКС космическия кораб Союз ТМА-11. След около десетдневен съвместен полет, екипажът на „Експедиция-15“ се завръща на Земята на 21 октомври на борда на „Союз ТМА-10“, заедно с първия космонавт на Малайзия – Шукор Музафар.
Приземяването на кораба „Союз ТМА-10“ става по балистична траектория заради ненавременното отделяне на приборно-агрегатния отсек на корба.
След завръщането на Юрчихин и Котов със „Союз ТМА-10“, третият член на дълговременния екипаж Клейтън Андерсън остава в космоса и преминава в състава на „Експедиция-16“. Завръща се с мисия STS-120 на совалката „Дискавъри“ през октомври.
- „Союз ТМА-10“ приближава „Международната космическа станция“